# ゴールデンパラシュート
ゴールデンパラシュート（英語: golden parachute）とは、会社の買収で役員が解任された場合に大幅に割増された退職金を支給させ会社の価値を低下させる買収防衛策である。買収の際には、従業員がリストラで解雇される中、社長や会長などが高額の退職金を持って退職するのは印象によろしくない為、割増退職金の様な露骨な形ではなく、条件付きのストックオプションのような形態をとったりする。
同様に、従業員の退職金を高額にする対抗策をティンパラシュート（ブリキの落下傘）という。
2000年代のフランスで大型のゴールデンパラシュートが幾度も開いたことから、所得格差などの批判のやり玉にあがり、2009年にラ・シャリテ＝シュル＝ロワールのイベントで毎年行われる今年の言葉に選出された。

## 最初の使用
この言葉の最初の使用は、1961年のトランス・ワールド航空（TWA）の管理職ハワード・ヒューズを追放した後、経営が不安定になった会社を任された新社長Charles Tillinghast, Jr.との雇用契約に仕事を失った際に多額の退職金が支払うというゴールデンパラシュートの条件が掲載されていたことによるとされている。このパラシュートは一度も開かれることは無かった。

## 法律

### アメリカ
1980年代に、1984年の財政赤字削減法などの規定に基づいて、退職金が年俸の3倍を突破した場合特別課税することで、パラシュートの大きさに制限をかけるなどの対策が行われた。
1990年代には、「支配権の変更」を減らすための政府の取り組みが行われた。（内国歳入法第280G条など）
2010年、ドッド・フランク法は、公的に取引されている企業によるゴールデンパラシュート導入についての株主投票のための規定を条項に盛り込んでいる。

### フランス
2007年の大統領選挙では、ニコラ・サルコジがゴールデンパラシュートを規制する「loi de moralisation de la vie économique」（経済活動モラル法）の法律化を公約に掲げ、最終的に「労働・雇用・購買力法（TEPA 法）」が制定された。

### スイス
スイスでは、2013年3月3日に「ゴールデンパラシュートを含むエグゼクティブ・ペイ・プランを拒否する権限を株主に与える」国民投票が行われた。
この結果、CEOの賃金を制限し、ゴールデンパラシュートを禁止する措置を通過させた。

## ゴールデンパラシュートの例
1989年に、RJRナビスコが買収された際に、同社CEOのF・ロス・ジョンソンのゴールデンパラシュートとして5800万ドルが支払われた。この顛末は書籍『野蛮な来訪者―RJRナビスコの陥落』としてまとめられ、これを元にしたテレビ映画"Barbarians at the Gate"（邦題：企業買収/250億ドルの賭け）が制作された。